# Ludvík Daněk
Ludvík Daněk (Blansko, 6 de janeiro de 1937 – Hutisko-Solanec, 15 de novembro de 1998) foi um atleta e campeão olímpico tcheco. Especialista no lançamento de disco e um dos mais medalhados atletas olímpicos, conquistou a medalha de ouro nesta modalidade nos Jogos Olímpicos de Munique em 1972.
Participou de quatro Jogos Olímpicos, conquistando a medalha de prata no primeiro deles, Tóquio 1964, depois bronze na Cidade do México 1968 e finalmente o ouro olímpico em Munique 1972, quando atingiu a marca de 64,40 m. Campeão europeu da prova em Helsinque 1971, foi por três vezes recordista mundial do disco, atingindo as marcas de  64,55 m em 1964, 65,22 m em 1965 e 66,07 m em 1966.
Danek abandonou o esporte após os Jogos de Montreal 1976, onde não conseguiu classificação e tornou-se técnico de atletismo em seu país. Nos anos 90, foi um popular dirigente da Associação de Atletismo Tcheca, até morrer subitamente, aos 61 anos, em novembro de 1998, numa vila nas proximidades de Vsetín, República Tcheca.